# Taraszovszkiji járás
A Taraszovszkiji járás (oroszul: Тарасовский муниципальный район) Oroszország egyik járása a Rosztovi területen. Székhelye Taraszovszkij.

## Népesség
- 1989-ben 33 639 lakosa volt.
- 2002-ben 32 608 lakosa volt.
- 2010-ben 29 802 lakosa volt, melyből 27 082 orosz, 824 ukrán, 286 örmény, 142 azeri, 119 fehérorosz, 109 oszét, 78 dargin, 60 német, 46 cigány, 45 moldáv, 33 tatár, 28 csecsen, 28 grúz stb.